# Arbitres de la Coupe des confédérations
La liste suivante présente les arbitres de football ayant dirigé au moins un match de la Coupe des confédérations depuis la création de la compétition en 1992. La liste prend en compte les rencontres de la Coupe des confédérations 2009.

## Coupe des confédérations 1992
- Rodrigo Badilla
- Lim Kee Chong
- Jamal Al Sharif
- Ulisses Tavares da Silva

## Coupe des confédérations 1995
- Rodrigo Badilla
- Ali Bujsaim
- Ion Crăciunescu
- Lim Kee Chong
- Salvador Imperatore Marcone

## Coupe des confédérations 1997
- Lucien Bouchardeau
- Javier Castrilli
- Nikolai Levnikov
- Saad Mane
- Ian McLeod
- René Ortube
- Ramesh Ramdhan
- Pirom Un-Prasert

## Coupe des confédérations 1999
- Gilberto Alcalá Pineda
- Ubaldo Aquino
- Coffi Codjia
- Anders Frisk
- Brian Hall
- Kim Young-Joo
- Óscar Ruiz

## Coupe des confédérations 2001
- Benito Archundia
- Carlos Batres
- Ali Bujsaim
- Hugh Dallas
- Gamal Al-Ghandour
- Hellmut Krug
- Jun Lu
- Simon Micallef
- Byron Moreno
- Kim Milton Nielsen
- Óscar Ruiz
- Felix Tangawarima

## Coupe des confédérations 2003
- Carlos Amarilla
- Lucílio Baptista
- Carlos Batres
- Coffi Codjia
- Valentin Ivanov
- Jorge Larrionda
- Markus Merk
- Masoud Moradi
- Mark Shield

## Coupe des confédérations 2005
- Carlos Amarilla
- Matthew Breeze
- Carlos Chandía
- Mourad Daami
- Herbert Fandel
- Shamsul Maidin
- Ľuboš Micheľ
- Peter Prendergast
- Roberto Rosetti

## Coupe des confédérations 2009
- Benito Archundia
- Matthew Breeze
- Massimo Busacca
- Coffi Codjia
- Martin Hansson
- Michael Hester
- Jorge Larrionda
- Eddy Maillet
- Pablo Pozo
- Howard Webb

## Coupe des confédérations 2013
- Yuichi Nishimura
- Ravshan Irmatov
- Djamel Haimoudi
- Joel Aguilar
- Diego Abal
- Enrique Osses
- Howard Webb
- Felix Brych
- Björn Kuipers
- Pedro Proença

## Coupe des confédérations 2017
- Fahad al-Mirdasi
- Alireza Faghani
- Bakary Gassama
- Mark Geiger
- Néstor Pitana
- Wilmar Roldán
- Milorad Mažić
- Gianluca Rocchi
- Damir Skomina